# Ewa Nelip
Ewa Trzebińska (Katowice, 1º maggio 1989) è una schermitrice polacca, vincitrice di una medaglia d'argento ai campionati mondiali di scherma.

## Palmarès
- Mondiali

Adalia 2009: argento nella spada a squadre.
Lipsia 2017: argento nella spada individuale e bronzo nella spada a squadre.
- Europei

Lipsia 2010: oro nella spada a squadre.
Novi Sad 2018: argento nella spada a squadre.
Düsseldorf 2019: oro nella spada a squadre e bronzo nella spada individuale.